# Megachile joergenseni
Megachile joergenseni är en biart som beskrevs av Heinrich Friese 1908. Megachile joergenseni ingår i släktet tapetserarbin, och familjen buksamlarbin. Inga underarter finns listade i Catalogue of Life.